# Кооперативна вулиця (Київ)
Кооперати́вна ву́лиця — вулиця в Солом'янському районі міста Києва, селище Жуляни. Пролягає від вулиці Котляревського до вулиці Шевченка. 

## Історія
Вулиця виникла, ймовірно, у 1-й половині XX століття на кутку Командирівщина. Сучасну назву отримала, ймовірно, у 1930-ті — 1940-ві роки.